# Waterstofproductie

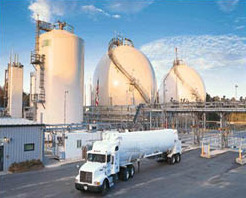
Waterstoffabriek in de Verenigde Staten

Waterstofproductie is een proces dat over het algemeen koolwaterstoffen middels een chemische reactie omvormt tot waterstofgas. Het overgrote deel van de 8 miljard m³ waterstofgas die in Nederland als grondstof wordt gebruikt in de chemische industrie (voornamelijk voor ammoniak en kunstmest), wordt op deze wijze geproduceerd. Hierbij komt CO2 vrij.
Een andere methode voor de productie van waterstof is elektrolyse van water met grote hoeveelheden elektriciteit. Als hiervoor groene stroom wordt gebruikt heet deze waterstof groene waterstof. Elektrolyse door stroom welke (met de nodige energieverliezen) is opgewekt door fossiele centrales leidt juist tot een hogere CO2 uitstoot. Elektrolyse vergt hoge investeringen aan electrolyser en is daarom enkel economisch rendabel als er een vrijwel constant aanbod (overschot) aan goedkope stroom bestaat, zoals door geothermie op IJsland.
Waterstofgas kan ook verkregen worden middels biologische productie in een algenbioreactor, hitte (thermolyse) of een tussenvorm (hogetemperatuurelektrolyse). Ook deze methoden zijn op dit moment niet kosteneffectief voor grote hoeveelheden.
Daarnaast treedt er waterstofproductie op als nevenproduct bij sommige chemische processen. Zo komt er bij Dow in Terneuzen waterstofgas vrij dat via een oude aardgasleiding wordt getransporteerd naar kunstmestfabrikant Yara in Sluiskil. Bij Solvay in Antwerpen wordt waterstof als restproduct middels een PEM-brandstofcel van 1 megawatt (MW) omgezet in elektriciteit en warmte.

## Vanuit koolwaterstoffen
Waterstof kan worden verkregen uit de fossiele brandstoffen aardgas of steenkool. Waterstofgas kan verkregen worden uit aardgas met ongeveer 80% rendement, of vanuit andere koolwaterstoffen, waarbij het rendement varieert. Deze manier van het verkrijgen van waterstofgas stoot broeikasgassen uit, en staat daarom bekend als grijze waterstof. Omdat de productie op één plaats geconcentreerd kan worden, is het mogelijk deze gassen op een nette manier af te werken, bijvoorbeeld door deze terug te pompen in een olie- of gasveld, alhoewel deze methode nog niet vaak wordt toegepast. Een CO2-injectieproject is gestart door het Noorse bedrijf Statoil in het Sleipnerveld, gelegen in de Noordzee.

### Stoomreforming
Waterstofgas wordt voor commerciële toepassingen vaak in grote hoeveelheden geproduceerd door middel van reforming van aardgas. Op hoge temperaturen (700-1100 °C), reageert stoom (H2O) met methaan (CH4). Deze reactie is endotherm en heeft als product syngas:
{\displaystyle {\ce {CH4 + H2O -> CO + 3 H2}}} - 191,7 kJ/mol
De vereiste hitte voor dit proces wordt gewoonlijk verkregen uit het verbranden van een deel van het methaan. Het rendement van dit proces is ongeveer 75 %.

### Electrified Steam Methane Reforming
In mei 2019 publiceerde Science de resultaten van een onderzoek waarin de katalysator tin elektrisch wordt verhit. Er wordt daardoor een derde minder aardgas verbruikt, terwijl door de betere verhitting het rendement toeneemt.

### Pyrolyse van aardgas (turquoise waterstof)
Door methaan over een geschikte katalysator of door vloeibaar metaal te leiden, wordt naast waterstof ook elementaire koolstof geproduceerd i.p.v gasvormig CO2. Voor dezelfde hoeveelheid waterstofproductie heeft men dus meer aardgas nodig. Maar zuivere koolstof is een product waar een markt voor is voor o.a. de productie van autobanden en grafiet. De pyrolyse van methaan wordt gegeven door de onderstaande reactievergelijking.
{\displaystyle {\ce {CH4 -> C + 2H2}}} + 74,8 kJ/mol

### CO

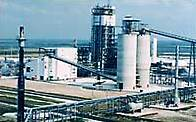
Gasvorming

Meer waterstofgas kan worden verkregen uit het CO via water-gassplitsing, dat plaatsvindt op ongeveer 130 °C.
{\displaystyle {\ce {CO + H2O -> CO2 + H2}}} + 40,4 kJ/mol
Hierbij wordt het zuurstofatoom vanuit het water gebruikt om koolmonoxide om te vormen naar kooldioxide, waarbij waterstofgas vrijkomt.

### Steenkool
Steenkool kan worden omgezet in syngas (ook wel bekend als stadsgas) door middel van vergassing waarbij ook de ontstane CO omgezet kan worden in waterstofgas.
{\displaystyle {\ce {C + H2O -> CO + H2}}}
{\displaystyle {\ce {CO + H2O -> CO2 + H2}}}

### Kværnerproces
Het kværnerproces is een in de jaren 80 door het Noorse Aker Solutions ontwikkelde methode voor de productie van waterstof uit koolwaterstoffen (CnHm), zoals methaan, aardgas en biogas.

### Mierenzuur en methanol als opslag van waterstofgas
Mierenzuur is bij proeven toegepast als bron voor waterstof voor gebruik in een brandstofcel in auto's. Hierbij wordt het mierenzuur (HCOOH) met een katalysator omgezet in waterstofgas (H2) en CO2. Hetzelfde geldt voor methanol (CH3OH). Bij deze toepassing kunnen mierenzuur en methanol eerst geproduceerd worden uit waterstof. Mierenzuur en methanol dienen hierbij dan ook als een vloeibare vorm van opslag van waterstofgas. Bij de productie van waterstof uit elektriciteit via mierenzuur gaat ongeveer 55% van de energie verloren, wat vergelijkbaar is met waterstofproductie uit elektrolyse. Het voordeel is dat mierenzuur en methanol vloeibaar zijn en het volume in vergelijking met waterstofgas dus veel beperkter is.
Mierenzuur is in tegenstelling tot methanol niet brandbaar. Mierenzuur heeft tegenover methanol weer als nadeel dat het erg corrosief is.

## Biologische productie in water

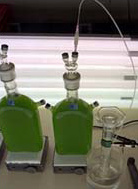
Een algae-bioreactor voor waterstofproductie

Onder bepaalde omstandigheden produceren algen waterstofgas. In 1997 werd ontdekt dat algen van de productie van zuurstof (via normale fotosynthese) overschakelen op de productie van waterstofgas als zwavel onthouden wordt. In 2007 werd de ontdekking gedaan dat het toevoegen van koper hetzelfde resultaat geeft.

## Elektrolyse

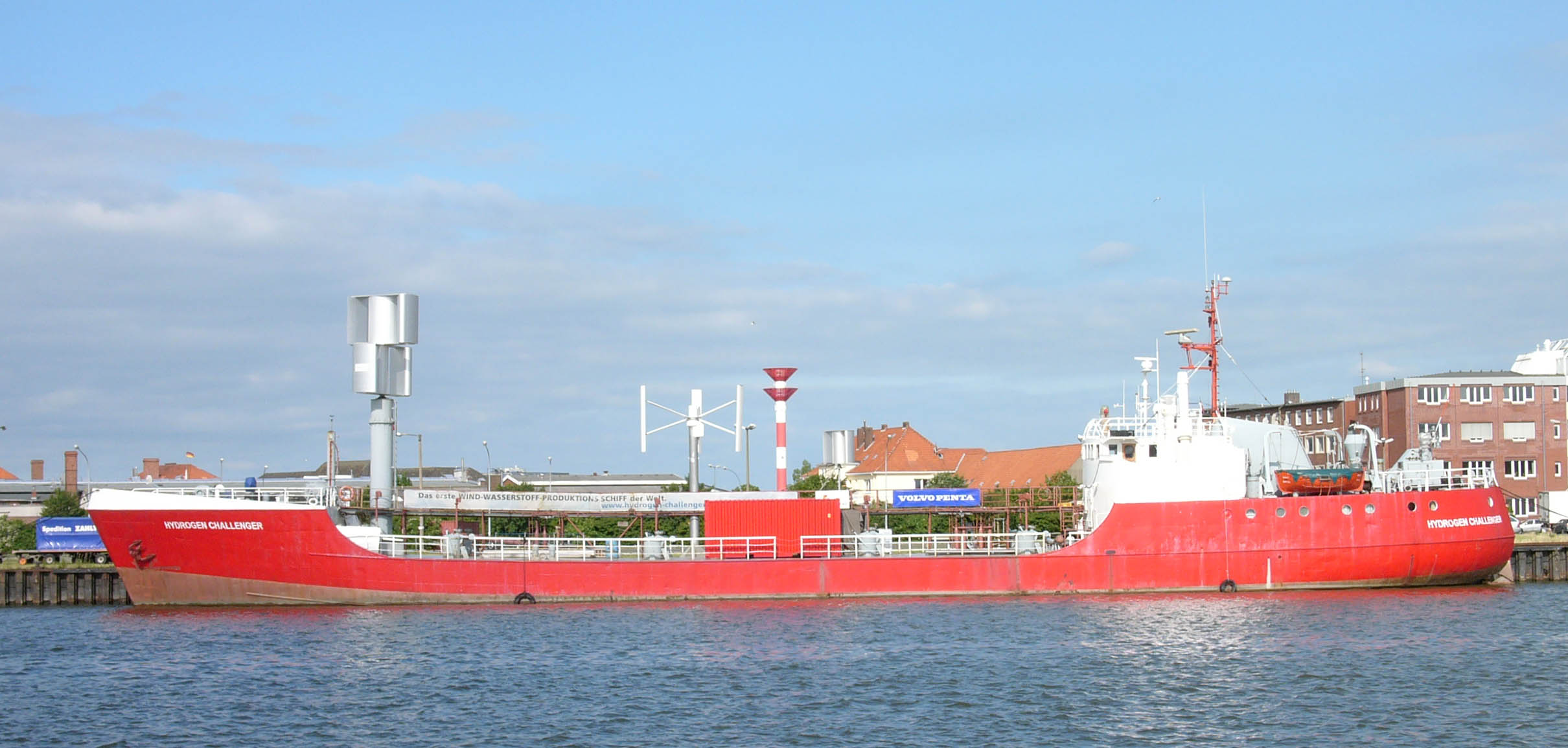
Aan boord van het schip Hydrogen Challenger gebeurt waterstofproductie d.m.v. elektrolyse m.b.v. windenergie.

Wanneer er gebruik wordt gemaakt van een chemische energiebron, zal het produceren van waterstofgas altijd efficiënter zijn door middel van een directe chemische reactie. Maar wanneer een mechanische of fotovoltaïsche manier van energieopwekking, zoals zon, waterkracht of windenergie, gebruikt wordt, kan het interessant worden om te kijken naar elektrolyse.
{\displaystyle {\ce {2 H2O -> 2 H2 + O2}}}
Op IJsland vindt voor de productie van methanol daartoe elektrolyse plaats met elektriciteit gewonnen uit geothermie. In de provincie Groningen komt een electrolyser van 20 megawatt (MW) voor de productie van waterstof ook voor de productie van methanol, dankzij een Europese subsidie van 11 miljoen euro, terwijl hier duidelijk geen sprake is van alleen gebruik van overschotstroom aan wind- en zonne-energie (de bedrijfstijd wordt namelijk 2000 uur per jaar) Aangezien productie van waterstofgas hoge investeringen vergt (vooral voor de electrolysers) is waterstofproductie uit elektriciteit alleen interessant als er over zeer lange periodes overschot is aan wind- of zonne-energie of waterkracht, of door verdere daling van de prijs van PV-stroom, met name in woestijngebieden. Goedkope, massale productie van elektriciteit met een duurzame oorsprong en een daling van de prijs voor electrolysers is een vereiste voor een gezonde waterstofeconomie.
Wanneer de energiebron primair warmte levert (zoals bij zonne-energie of kernenergie), is het op dit moment alleen mogelijk waterstofgas te produceren door middel van lagetemperatuurelektrolyse. Daarnaast is er ook een proces dat bekendstaat als hogetemperatuurelektrolyse (HTE). Dit proces maakt gebruik van de hitte-energie uit de warmtebron om waterstof te verkrijgen. In potentie is hiermee 50% meer efficiëntie te behalen, doordat de energie niet eerst de stap van hitte naar elektriciteit hoeft te maken. HTE is inmiddels succesvol gedemonstreerd in laboratoria, maar nog niet op een schaal die commercieel aantrekkelijk is.

### Hogedrukelektrolyse
Hogedrukelektrolyse is de elektrolyse van water (H2O) in zuurstofgas (O2) en waterstofgas (H2) onder druk op ongeveer 120 à 200 bar.

### Hogetemperatuurelektrolyse

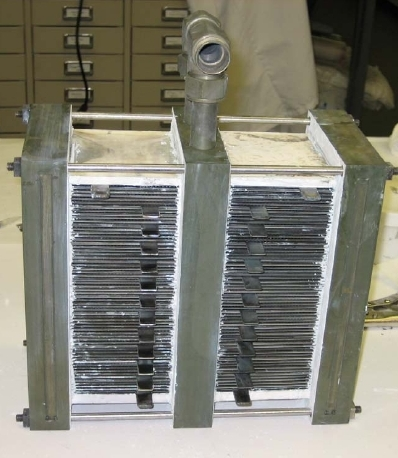
SOEC 60 cel stack

Het HTE-proces wordt normaal gesproken alleen overwogen wanneer er kernenergie als warmtebron beschikbaar is, omdat andere niet-chemische vormen van de vereiste warmte te onstabiel zijn (geconcentreerde zonne-energie) om de kosten van een HTE-installatie te verantwoorden. Het doel is dat onderzoek naar HTE- en hogetemperatuurkernreactoren uiteindelijk zal leiden naar een waterstofproductieproces dat kan concurreren met reforming, de techniek wordt niet verwacht voor 2030, daarbij is het niet duidelijk of het in veiligheid en productie kan concurreren met het concept van decentrale opwekking.
Een solid oxide electrolyser cell (SOEC) is een solid oxide fuel cell (SOFC) in regeneratieve modus voor de elektrolyse van water op temperaturen van 500 tot 850 °C met een vast oxide of keramiek elektrolyt voor de productie van waterstofgas.

## Thermochemische productie
Er zijn meer dan 200 thermochemische processen bekend om waterstofgas te produceren. Deze kunnen door hitte water ontbinden in waterstofgas en zuurstofgas zonder elektrische energie. Omdat de enige benodigde energie hiervoor in de vorm van hitte vrijkomt, kan dit proces nog efficiënter zijn dan HTE. Een dozijn van deze processen zoals de cerium(IV)oxide-cerium(III)oxidecyclus, zink-zinkoxidecyclus, zwavel-jodiumcyclus worden onderzocht en zijn in testfase. Geen van deze thermochemische processen zijn gedemonstreerd op een massaproductieniveau, hoewel er verschillende demonstraties in laboratoria hebben plaatsgevonden.

## Fotokatalytische productie
In plaats van het produceren van waterstof uit de elektriciteit uit bijvoorbeeld zonnecellen, is het efficiënter om dit direct te doen. Er wordt op sinds de jaren '10 van de 21e eeuw onderzoek gedaan naar deze nieuwe technologie, fotokatalytische waterstofproductie die gebaseerd is op de fotokatalysereactie. De technologie maakt gebruik van een foto-elektrochemische cel.

## Waterstofgas als nevenproduct
Waterstofgas is een nevenproduct bij de productie van chloorgas wanneer een oplossing van natriumchloride wordt geëlektrolyseerd.
{\displaystyle {\ce {2 Cl^- + 2 H2O -> 2OH^- + Cl2 + H2}}}
In de chloorfabriek van Solvay bij Antwerpen wordt dit waterstofgas middels een brandstofcel benut voor de productie van elektriciteit en warmte (beide 1 megawatt).

## Ongewenste waterstofvorming
Naast gewenste waterstofproductie bestaan er ook voorbeelden van ongewenste vorming van waterstofgas. In metaal kunnen bij zeer hoge temperaturen waterstofbelletjes ontstaan, waardoor het metaal verzwakt wordt. Dit treedt op bijvoorbeeld in de reactorwand van kerncentrales. De ontploffingen in de kerncentrale bij Fukushima werden veroorzaakt doordat koelwater door de zeer hoge temperatuur ontleedde in zuurstof en waterstofgas.